# Eburia frankiei
Eburia frankiei là một loài bọ cánh cứng trong họ Cerambycidae.